# 모리 슌야
모리 슌야(일본어: 毛利 駿也, 1995년 4월 10일~)는 일본의 축구 선수이다.

## 구단 경력
그는 2018년 J2리그의 츠바이겐 가나자와에 입단했다. 2019년까지 55경기에 출전하여, 1득점을 넣었다. 2019년 7월 J1리그의 쇼난 벨마레로 이적했다. 2022년 츠바이겐 가나자와로 복귀했다. 2023년후 J3리그에 강등했다.